# مجموعه تنگ کبود
مجموعه تنگ کبود مربوط به عصر مفرغ - دوره اشکانیان - دوره ساسانیان است و در شهرستان کوهدشت، بخش طرهان، دهستان طرهان، ۲۵۰ متری شمال شرق روستای تنگ کبود واقع شده و این اثر در تاریخ ۲۸ اسفند ۱۳۸۵ با شمارهٔ ثبت ۱۸۴۲۹ به‌عنوان یکی از آثار ملی ایران به ثبت رسیده است.